# Rail Nation
Rail Nation ist ein Browserspiel und ein Massively Multiplayer Online Game, das von Bright Future entwickelt und von Travian Games betrieben wird. Seit Sommer 2017 wird zudem eine kostenlose App für die Betriebssysteme Android und iOS angeboten. Das Spiel befindet sich seit dem 31. Januar 2013 im Beta-Stadium. Der Spieler baut ein Eisenbahn-Unternehmen auf und liefert dabei Waren an Betriebe und Städte. Die Spieler können sich in Gesellschaften zusammenschließen und so miteinander kooperieren. Ziel des Spiels ist es zum einen, als Einzelspieler die meisten Prestigepunkte zu erspielen, zum anderen, mit der eigenen Stadt das Endspiel zu gewinnen.
Rail Nation ist in 19 Sprachen verfügbar und wird für viele Länder mit einer lokalen Top-Level-Domain angeboten. Nach Angaben des Publishers hatte das Spiel im Jahr 2014 bereits weltweit über 500.000 und 2016 über 3 Millionen Spieler.

## Spielwelt und Wirtschaftssystem
Das Spiel findet auf einer fiktiven Landkarte mit 50 Städten und 1.078 Betrieben statt. Der Spieler kann Gleise auf vordefinierten Strecken bauen und so nach eigenem Belieben Betriebe und Städte miteinander verknüpfen, um auf diesen Relationen seine Züge fahren zu lassen. Es gibt 48 Waren wie Holz, Fleisch oder Autos, die teilweise durch Lieferketten miteinander verbunden sind. Jede Stadt hat ein Level und benötigt Warenlieferungen, um aufzusteigen. Für jedes Level müssen jeweils vier Waren in einer bestimmten Menge in eine Stadt gefahren werden. Außerdem muss ab Stadtlevel 5 ein festgelegtes Kontingent an Passagieren von und in andere Städte transportiert werden.
Für die Lieferung der Waren und Passagiere werden Transportprämien gezahlt, die in Echtzeit berechnet werden. Der Preis wird vom Angebot, also der Liefermenge aller Spieler, und der Nachfrage bestimmt. Die Nachfrage richtet sich nach Level der Stadt oder des Betriebes. Bei Betrieben wird noch mit einbezogen, wie viel von einem Folgeprodukt nachgefragt wird. Angebot und Nachfrage bestimmen auch die Wartezeit, die ein Zug zum Beladen benötigt. Durch Zulieferung von Vorprodukten und Investitionen in Betriebe kann die Wartezeit verringert werden. Haben die Spieler einer Gesellschaft zusammen mindestens 50 % des aktuellen Investitionsvolumens geleistet, erhält die Gesellschaft die Mehrheit und die Wartezeit verringert sich um 50 %. Dieses Element führt dazu, dass die Spieler einer Gesellschaft und einer Stadt stark davon profitieren, sich zu koordinieren. Dies findet im Spiel in Internetforen und Chats statt.
Jeder Spieler besitzt einen Bahnhof mit mehreren Gebäuden. Manche Gebäude erwirtschaften Profite, andere erweitern die Möglichkeiten des Spielers, indem sie zum Beispiel die Zahl der Lokomotiven erhöhen, die ein Spieler maximal besitzen darf.

## Spielverlauf
Das Spiel ist in sechs Epochen aufgeteilt, die aufeinander aufbauen. Eine Epoche dauert jeweils 14 Tage, eine Spielrunde ca. drei Monate. In jeder Epoche kann ein Spieler neue Lokomotiven erforschen und seinen Bahnhof ausbauen.
Im Anschluss an die letzte Epoche findet das Endspiel zwischen den zehn bestplatzierten Städten statt. Im Verlauf des Endspieles müssen noch einmal bestimmte Mengen aller 48 Waren in die Stadt geliefert werden. Das Spiel endet, sobald die erste Stadt die Liefermengen aller Güter erreicht hat.
Auf Express-Servern reduziert sich die Zeit pro Epoche auf 7 Tage, die Spielgeschwindigkeit verdoppelt sich dadurch.

## Szenarien
Innerhalb des Spiels Rail Nation existieren verschiedene Szenarien, die sich durch die zugrundeliegende Landkarte und zahlreiche Spielfeatures unterscheiden. Neben dem Standardszenario auf einer fiktiven Landkarte gibt es seit Mai 2014 ein USA-Szenario, das auf einer USA-Karte spielt, sowie seit April 2016 eine Europa-Umgebung. Jedes Szenario brachte unter anderem eigene Baureihen für die bestehenden Lokomotiven mit sich.
Das USA-Szenario ist geprägt von einem sich durch die gesamte Runde ziehenden Wettkampf zwischen dem Ost- und Westteil des Landes. Die Spieler sind einem der beiden Lager zugeteilt und verteidigen ihre Standorte. So können beispielsweise Städte durch gezielte Lieferungen erobert werden, und eine Führung zu etablieren. Ein weiteres Spielelement sind Lager, die auf der Karte verteilt als Zwischenstationen für Waren verfügbar sind. Auch diese verfolgen die Prinzipien der Preisbildung durch Angebot und Nachfrage sowie einer dynamischen Wartezeit.
Das Europa-Szenario bringt wesentliche demokratische Ansätze ins Spiel. Die Karte ist in 10 Regionen zu je 5 Städten unterteilt, die alle um einen Sieg spielen. Jede Region wählt regelmäßig einen Präsidenten und jede Stadt im selben Rhythmus einen Bürgermeister. Diese haben diverse Sonderrechte und sind somit für den Fortschritt ihrer Region beziehungsweise Stadt verantwortlich. Starke Gesellschaften kontrollieren dabei oft komplette Regionen, indem sie mehrere Bürgermeister stellen. Dies führt aus dem demokratischen Grundgedanken heraus oft zu einer aristokratischen Struktur, wobei beide Philosophien in Europa historisch fundiert sind. Im Gegensatz zum USA-Szenario ist die Regionenzugehörigkeit jedoch nicht unveränderlich, wodurch auch Kooperationen zwischen Regionen und Lagerbildungen ermöglicht werden. Weitere Eigenschaften des Szenarios sind Schiffe, die vom Präsidenten festgelegte Waren interregional transportieren können, sowie zu den einzelnen Städten zugehörige Sehenswürdigkeiten, die für einen Fortschritt der spezifischen Stadtentwicklung durch Geldeinlagen aufsteigen müssen.

## Kosten/Finanzierung
Rail Nation ist laut Anbieter „Free-to-play“, es existieren allerdings für den Spielerfolg wichtige Features, die (zum Teil ausschließlich) über eine Premiumwährung im Spiel freigeschaltet werden können. Diese Premiumwährung kann erspielt oder über einen „Shop“ mit Echtgeld erworben werden. Diese Features umfassen zum Beispiel den „Plus-Account“, der zusätzliche Bedienungsmöglichkeiten freischaltet, oder Aktionen wie das schnelle Fertigstellen von Aktionen im Spiel, wodurch sich der zahlende Spieler einen Vorteil verschaffen kann.